# Grzegorz Krupa
Grzegorz Krupa (ur. 8 marca 1974) – polski piłkarz, grający na pozycji pomocnika.

## Kariera
Jest wychowankiem Hutnika Kraków. Z drużyną juniorów wywalczył trzecie miejsce w mistrzostwach Polski. W drużynie tej w sezonie 1992/1993 zadebiutował w I lidze. Ogółem w barwach Hutnika rozegrał w I lidze 64 mecze. W 1996 roku, po przyjściu do Hutnika trenera Jerzego Kasalika, odszedł do Okocimskiego KS Brzesko. Tam w latach 1996–1998 zagrał w 56 meczach ligowych. W rundzie jesiennej sezonu 1998/1999 grał w Hutniku Kraków. Następnie zawiesił karierę na trzy lata, po czym w latach 2001–2002 był zawodnikiem Orkana Szczyrzyc. Był również piłkarzem i trenerem w Hejnale Krzyszkowice.
Po zakończeniu kariery zawodniczej pracował w branży taksówkowej i budowlanej.

## Statystyki ligowe
| Sezon         | Klub                 | Liga           | Mecze | Gole |
| ------------- | -------------------- | -------------- | ----- | ---- |
| 1992/1993     | Hutnik Kraków        | I liga         | 14    | 0    |
| 1993/1994     | Hutnik Kraków        | I liga         | 25    | 1    |
| 1994/1995     | Hutnik Kraków        | I liga         | 19    | 0    |
| 1995/1996     | Hutnik Kraków        | I liga         | 6     | 0    |
| 1996/1997     | Okocimski KS Brzesko | II liga        | 24    | 2    |
| 1997/1998     | Okocimski KS Brzesko | II liga        | 32    | 4    |
| 1998/1999 (j) | Hutnik Kraków        | II liga        | 8     | 1    |
| 2001/2002     | Orkan Szczyrzyc      | klasa okręgowa | ?     | ?    |